# Устинова, Татьяна Алексеевна
Татья́на Алексе́евна Усти́нова (19 декабря 1908 (1 января 1909), Тверь — 23 сентября 1999, Москва) — советская российская актриса, танцовщица, балетмейстер, хореограф, педагог и теоретик народно-сценического танца. Народная артистка СССР (1961). Лауреат двух Сталинских премий (1949, 1952), Государственной премии РСФСР имени М. И. Глинки (1971).

## Биография
Родилась 19 декабря 1908 (1 января 1909) года в Твери в семье потомственных текстильщиков. 

Могила Т.А. Устиновой на Ваганьковском кладбище в Москве

В 1931 году окончила Государственный балетный техникум при ГАБТ (позже — хореографическое училище, ныне Московская академия хореографии).
В 1933—1943 годах — руководитель танцевальной группы и актриса-танцовщица Московского театра юного зрителя. 
С 1938 года — основатель, руководитель танцевальной группы, главный балетмейстер Государственного академического русского народного хора имени М. Е. Пятницкого, где развивала традиции русской народной хореографии. Создала более 200 танцевальных произведений.
Была постановщиком-балетмейстером многих заключительных концертов Всесоюзных смотров художественной самодеятельности. Ставила танцы в кинофильмах.
В 1948—1956 годах преподавала в Московском хореографическом училище, в 1966—1970 — в Московском институте культуры, с 1958 — в ГИТИСе (с 1985 — заведующая заочным отделением балетмейстеров для народных хоров и ансамблей танца). Профессор хореографии. 
Председатель секции народного танца Дома народного творчества.
Автор статей и книг по русской хореографии.
Член ВКП(б) с 1928 года. 
Умерла 23 сентября 1999 года в Москве. Похоронена на Ваганьковском кладбище.

## Награды и звания
- Заслуженный деятель искусств РСФСР (1949)
- Народная артистка РСФСР (1957) — за заслуги в области советского искусства[1]
- Народная артистка СССР (1961) — в связи с пятидесятилетием со дня основания Государственного русского народного хора имени Пятницкого и отмечая выдающиеся заслуги в развитии советского искусства[2].
- Сталинская премия второй степени (1949) — за постановку народных танцев в ГАРНХ имени М. Е. Пятницкого[3]
- Сталинская премия первой степени (1952) — за концертно-исполнительскую деятельность
- Государственная премия РСФСР имени М. И. Глинки (1971) — за концертные программы «Ленина помнит земля», «Доброе утро, Россия», «Цвети, Россия»
- Орден Ленина (1978) — за большие заслуги в развитии советского хореографического искусства и в связи с семидесятилетием со дня рождения[4]
- Орден Октябрьской Революции (1989) — за большие заслуги в развитии советского хореографического искусства и плодотворную общественную деятельность[5]
- Орден «Знак Почёта» (1944) — за заслуги в деле пропаганды русской народной песни
- Орден Дружбы народов (1993) — за выдающиеся заслуги в области хореографического искусства[6]
- Орден «За заслуги перед Отечеством» III степени (1998) — за выдающиеся заслуги в развитии отечественного хореографического искусства[7]
- Медаль «За доблестный труд в Великой Отечественной войне 1941—1945 гг.»
- Медаль «За доблестный труд. В ознаменование 100-летия со дня рождения Владимира Ильича Ленина»
- Медаль «В память 800-летия Москвы»
- Медаль «В память 850-летия Москвы»
- Медаль «Ветеран труда»
- Почётный гражданин Твери (1998)[8]

## Постановки

### Танцы
- «Калининская кадриль» (1939)
- «Тимоня»
- «Московские хороводы»
- «Северные хороводы»
- «Журавель»
- «Гусачок»
- «Воронежский хоровод»
- «Золотая цепочка»
- «Девичий воронежский хоровод» (1944)
- «Белый плат» (1950)
- «Ряженые» (1952)
- «Русские хороводы»
- «На колхозной свадьбе»
- «Сибирская цепочка» (1957)
- «Скоморошьи забавы»
- «На свадьбе» (1960)
- «Хохломские ложкари»
- «Расцветай, земля весенняя» (1963)
- «Камаринская»
- «Орловская пляска»

### Композиции
- «Звёздный хоровод»
- «Здравствуй, Волга!»
- «Сказ о русской земле» («Ивушка») (1966)
- «Золотое шитьё» (1967)

### В драматическом театре
- 4 декабря 1956 года, Малый театр — «Власть тьмы» по пьесе Л. Н. Толстого, постановка Б. И. Равенских, композитор Н. П. Будашкин.

## Труды и пособия
- Устинова Т.А. Русские народные танцы.- М.: Госкультпросветиздат, 1950.- 128 с.
- Устинова Т.А. Русские танцы. Для руководителей и участников танцевальных кружков.- М.: Мол. гвардия, 1955.- 264 с.
- Устинова Т.А. Беречь красоту русского танца.- М.: Мол. гвардия, 1959.- 112 с.
- Устинова Т.А. Звёздный хоровод: современные сюжетные танцы.- М.: Мол. гвардия, 1964.- 127 с.
- Устинова Т.А. Русский народный танец.- М.: Искусство, 1976.- 152 с.
- Устинова Т.А. Избранные русские народные танцы.- М.: Искусство, 1996.- 591 с.
- Устинова Т.А. Лексика русского танца: основные элементы русских танцев и плясок.- М.: Балет, 2006.- 205. с.

## Память
- Школа-студия хора им. М. Е. Пятницкого носит имя Татьяны Устиновой.